# Рогволод Борисович
Рогволод (Василь) Борисович (Рогволодович) († після 1171), князь Полоцький 1144–1151, 1159–1162, князь Друцький 1127–1129, 1140–1144, 1158–1159, 1162—після 1171, син полоцького князя Рогволода (Бориса) Всеславича. Походив з друцької лінії полоцких князів.

## Біографія
Народився на поч. XII ст. До 1129 володів якимось уділом в Полоцькій землі. Оскільки пізніше він правив у Друцькому князівстві, то вважається, що це був саме Друцьк. Ймовірно він отримав його в 1127, коли його батько став князем в Полоцьку. Однак у 1129 великий князь Київський Мстислав Великий здійснив похід в Полоцьке князівство, захопивши в полон всіх полоцьких князів та членів їх сімей, позбавив їх уділів і вислав їх у Візантію. У числі засланих опинився і Рогволод.
З дозволу великого князя Ярополка Володимировича Рогволод в 1140 разом з братом Іваном повернувся із заслання. Можливо, що він знову отримав Друцьке князівство.
У 1143 за повідомленням Никонівського літопису він одружився з дочкою одного з синів Мстислава Великого, Ізяслава Мстиславича, тоді князя Переяславського. Можливо, що саме завдяки цьому шлюбу він у 1144 після смерті Василька Святославича зумів сісти в Полоцьку.
Проте незабаром в Полоцькій землі почалися міжусобиці між представниками різних ліній полоцьких князів. У 1151 жителі Полоцька підняли повстання проти Рогволода, полонили його і видали мінському князю Ростиславу Глібовичу, що засадив Рогволода в темницю. Сам Ростислав сів у Полоцьку, а в родовому наділі Рогволода (Друцьк) посадив свого сина Гліба. Пізніше, на вимогу суздальського князя Юрія Довгорукого, Рогволод був відпущений з темниці та знайшов притулок в Чернігові у князя Святослава Ольговича, союзника Юрія Довгорукого.
У 1158 Рогволод за допомогою армії, яку йому дав Святослав Ольгович, вигнав з Друцька Гліба Ростиславича, повернувши собі уділ, а наступного року за призовом полочан вигнав з Полоцька Ростислава Глібовича. Після цього Рогволод зробив спробу об'єднати Полоцьку землю під своєю владою. У тому ж 1159 захопив Заславль, вигнавши звідти Всеволода Глібовича, брата Ростислава, посадивши там Брячислава Васильковича з Вітебської лінії. Всеволоду ж Рогволод дав Стрежів. Після цього Рогволод вирушив у похід на Мінськ (уділ Ростислава Глібовича), однак після десятиденної облоги міста уклав мир з Ростиславом.
У 1160 Ростислав Глібович захопив Заславль, захопивши в полон Брячислава Васильковича і його брата Володшу. У відповідь Рогволод зробив новий похід на Мінськ. Після 6-тижневої облоги Ростислав був змушений звільнити Брячислава та Володшу та укласти новий мир.
Однак серйознішим суперником для Рогволода виявився брат Ростислава, Володар Глібович, що укріпився в 1159 в Городці. У 1162 Рогволод осадив Городець, однак, за повідомленням Волинського літопису, Володар вночі за допомогою литовців зробив вилазку з міста та розбив армію Рогволода, який втік до Слуцька, а звідти в Друцьк. У Полоцьк він вирішив не повертатися, на його місце полочани закликали Всеслава Васильковича. Ймовірно до самої смерті він княжив у Друцьку.
Після 1162 у літописах про Рогволода звісток немає, проте в 1171 він був ще живий. У написі на валуні (Рогволода камінь), знайденому поблизу Друцька, що датується 1171, говориться:

В літо 6679 місяця Травня в 7 день поставлений хрест сій. Господи, допоможи рабу своєму Василю в хрещенні, іменем Рогволоду, синові Борисову.

Помер Рогволод до 1180, коли князем в Друцьку згадується його син Гліб.

## Шлюб і діти
Дружина: з 1143 N, дочка великого князя Київського Ізяслава Мстиславича
- Гліб († близько 1186), князь Друцький після 1171-прибл. 1186.
- (?) Борис
- (?) Всеслав[6]
- Євфросинія († 8 травня 1243); чоловік: Ярослав Володимирович († близько 1245), князь Ізборський, Новоторзький та Псковський
- (?) Ростислав[7]